# 245 (число)
Вижте пояснителната страница за други значения на 245.
245 (двеста четиридесет и пет) е естествено, цяло число, следващо 244 и предхождащо 246.
Двеста четиридесет и пет с арабски цифри се записва „245“, а с римски – „CCXLV“. Числото 245 е съставено от три цифри от позиционните бройни системи – 2 (две), 4 (четири), 5 (пет).

## Общи сведения
- 245 е нечетно число.
- 245-ият ден от невисокосна година е 2 септември.
- 245 е година от Новата ера.